# Новикова, Тамара Григорьевна
Тамара Григорьевна Новикова (род. 6 июня 1932, Ногинск, Московская область) — советская велогонщица-шоссейница, заслуженный мастер спорта СССР.

## Достижения
Победительница III Международных спортивных игр молодежи в групповой гонке.
Чемпионка Спартакиад народов СССР 1959, 1963 в командной гонке.
Чемпионка СССР по велокроссу — 1954, 1955 и победительница всесоюзной спартакиады профсоюзов 1955 в гонке с раздельного старта и групповой гонке
Чемпионка СССР 1956—1958 в командной гонке, групповой гонке и велокроссе.
Чемпионка России 1957 в групповой гонке.
Мировая рекордсменка 1955 в часовой гонке.

## Награды
- Медаль «За трудовую доблесть» (27.04.1957) — «за успехи, достигнутые в деле развития массового физкультурного движения в стране, повышения мастерства советских спортсменов, и успешное выступление на международных соревнованиях»